# Scymnus impexus
Scymnus impexus es una especie de escarabajo del género Scymnus,  familia Coccinellidae. Fue descrita científicamente por Mulsant en 1850.
Se distribuye por Europa, norte de África y norte de Asia (excluyendo China) y América del Norte. Mide 2-2,5 milímetros de longitud. Habita en lugares alpinos y montañosos sobre coníferas.

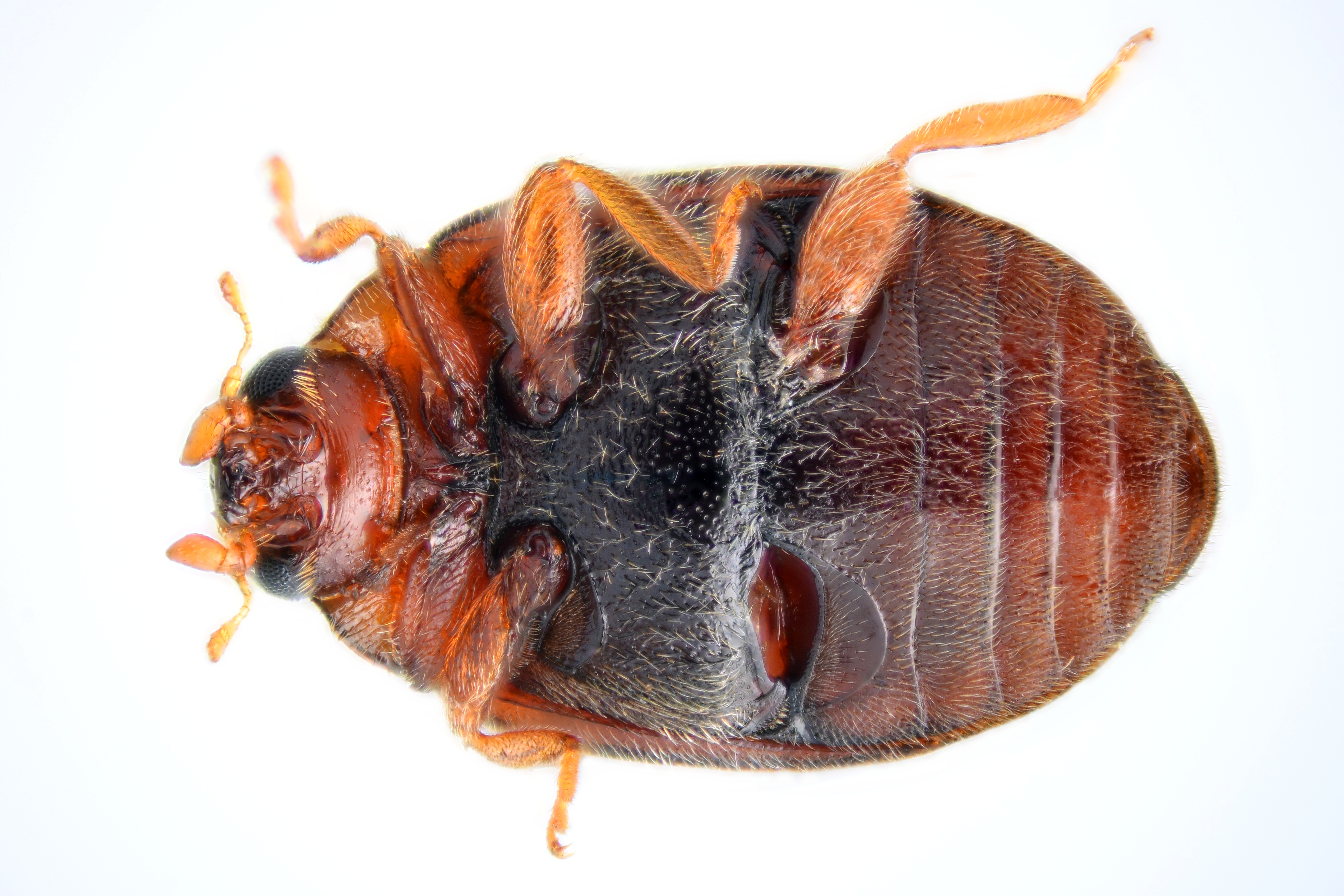
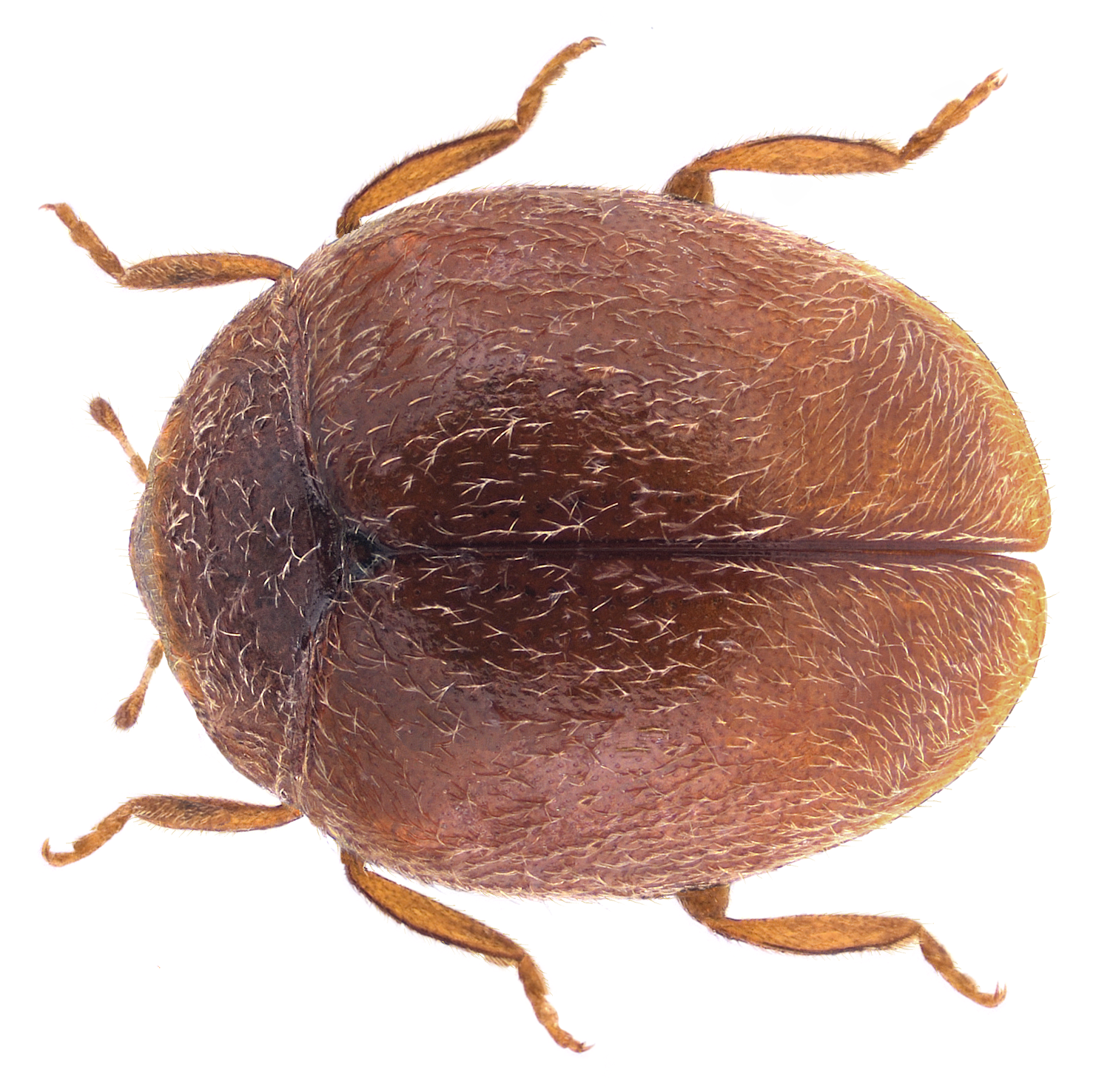
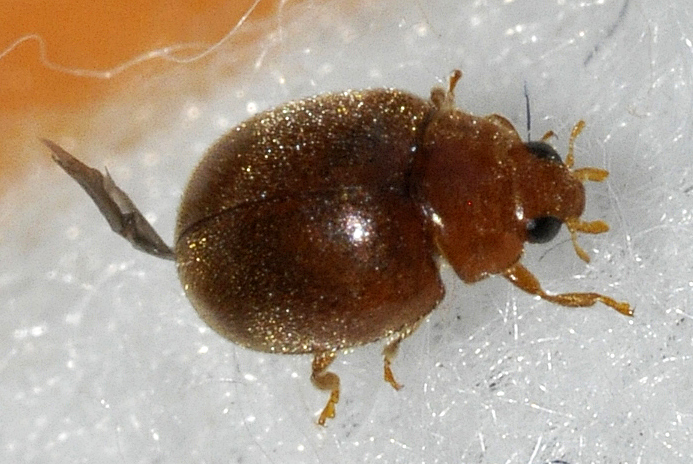
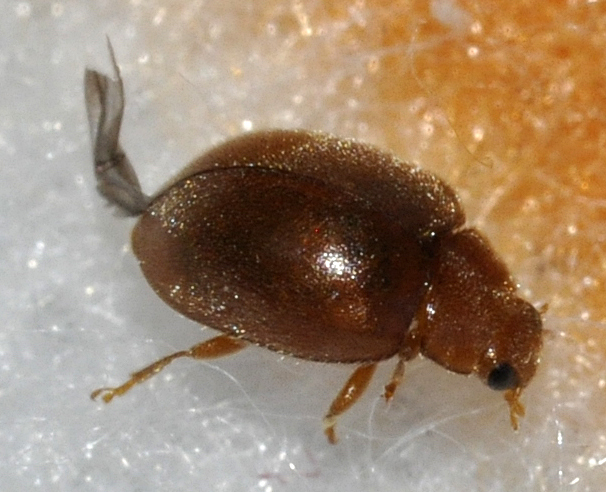